# 哈嫩卡姆湖

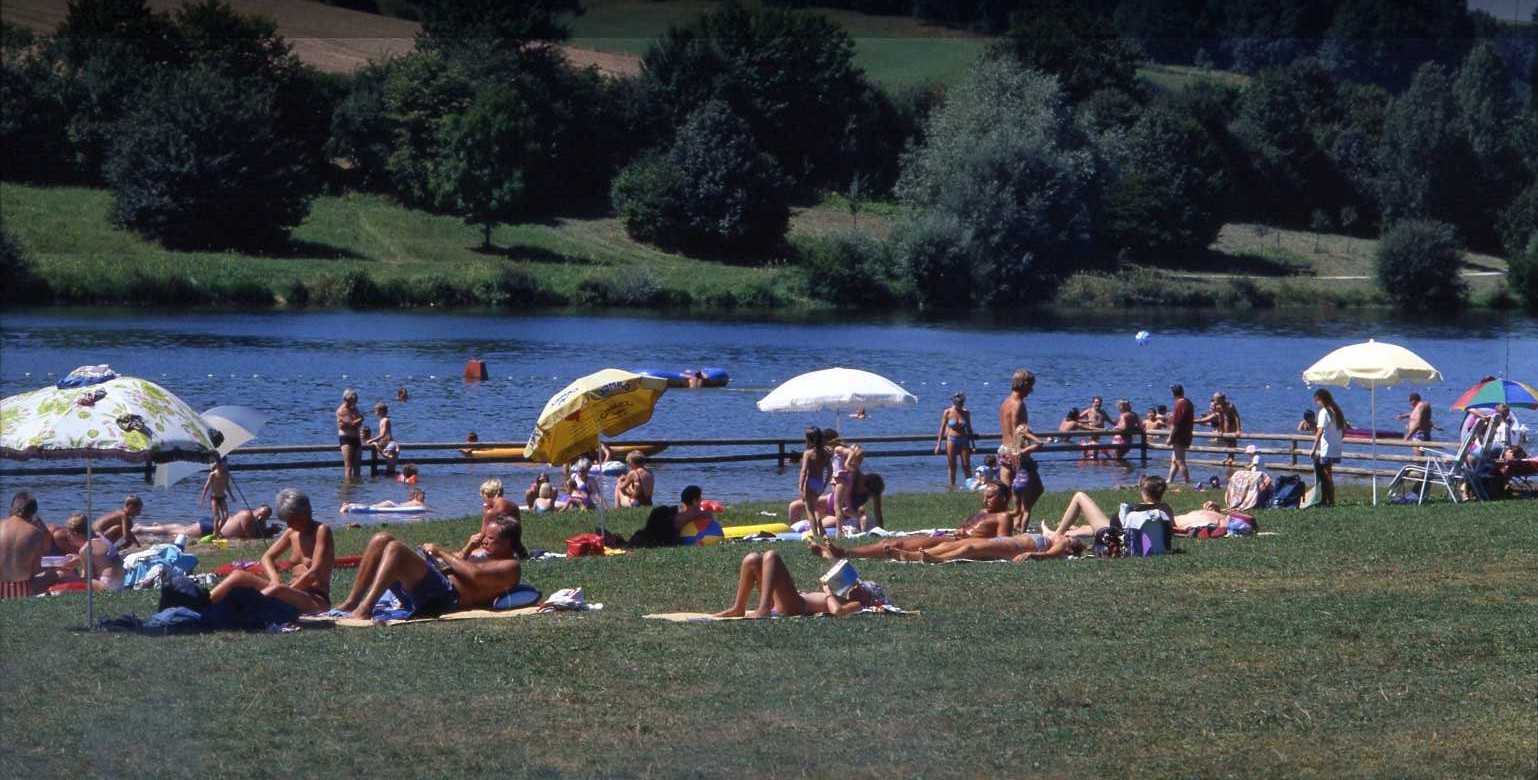

48°57′50″N 10°43′13″E / 48.96389°N 10.72028°E
哈嫩卡姆湖（德語：Hahnenkammsee），是德國的湖泊，位於該國東南部，由巴伐利亞州負責管轄，處於魏森堡-貢岑豪森縣，長1.3公里、寬0.2公里，面積0.23平方公里，海拔高度469米。